# Harmaki
Harmaki (ukr. Гармаки) – wieś na Ukrainie w rejonie barskim obwodu winnickiego.
Królewska wieś bojarska Hermaki, położona była w pierwszej połowie XVII wieku w starostwie barskim w województwie podolskim.

## Zabytki
- pałac wybudowany pod koniec XVIII w. w stylu klasycystycznym przez Józefa Dembowskiego lub gen. Eleferego Sokolińskiego. Obiekt narysował Napoleon Orda[2].